# Reliable server pooling
Reliable Server Pooling (RSerPool) è un framework di protocollo per la gestione e l'accesso a un gruppo di server (server pool). RSerPoll è uno standard IETF sviluppato dal gruppo di lavoro RserPool e documentato dalle RFC con numerazione da 5351 a 5356.

## Introduzione
Nella terminologia adottata dal gruppo di lavoro RSerPool un server è indicato come Pool Element (PE) (membro del gruppo). All'interno del suo gruppo e identificato con il Pool Element Identifier (PE ID) (identificativo di membro de gruppo), un numero a 32-bit. L'insieme di tutti i gruppi viene chiamato Handlespace sebbene nella vecchia letteratura era chiamato Namespace poi abbandonato per non creare confusioni con il Domain Name System (DNS). Ciascun gruppo in un Handlespace è identificato da un Poll Handle (PH) univoco che è rappresentato da un vettore arbitrario di byte. Normalmente questo è il nome del gruppo in formato ASCII o Unicode come ad esempio "DownloadPool" or "WebServerPool".

### Operation Scope
Ciascun handlespace ha la sua area operativa chiamata Operation Scope che può, ad esempio, coincidere con un'organizzazione un'azienda ecc. Non è assolutamente lo scopo di RSerPool quello di gestire la totalità dei server su internet all'interno di un singolo handlespace. Grazie alla localizzazione di un Operation Scope si può far sì che sia possibile avere un handlespace semplice (flat) ossia non strutturato. Questo è il motivo per cui i PH non hanno una gerarchia contrariamente a quanto avviene con il Domain Name System permettendo così una grande semplificazione nella gestione degli handlespace.

### Pool Registrar (PR)
All'interno di un operation scope, un handlespace è gestito da dei Pool Registrar (PR), anche detti server ENRP o Name Server (NS). I PR  devono essere ridondanti per evitare singoli punti di rottura (single point of failure SPoF). Ciascun PR all'interno di un operational scope è identificato da un identificatore (PR ID) che è un numero casuale a 32 bit. Non è necessario garantire l'unicità dei PR ID. Ciascun PR contiene una copia completa degli handlespace di un operational scope.
La sincronizzazione della visione degli handlespace di un operation nei PR e ottenuta tramite il protocollo Endpoint Handlespace Redundancy Protocol (ENRP). Le vecchie versioni di questo protocollo utilizzavano la terminologia Endpoint Namespace Redundancy Protocol poi abbandonata per non creare confusione con il DNS, ma l'acronimo ENRP è stato conservato.
Grazie alla sincronizzazione garantita dal protocollo ENRP, ciascun PR all'interno di un operational scope è funzionalmente equivalente agli altri. In questo modo si può garantire la ridondanza in quanto la funzionalità di un PR può essere sostituita in modo trasparente da un altro PR.

## Implementazioni
Queste sono le principali implementazioni: 
- Progetto RSPLIB[2]
- Università di Münster dipartimento di matematica ed informatica.
- Motorola
- Cisco

### RFC
- (EN)  RFC 3237 Requirements for Reliable Server Pooling
- (EN)  RFC 5351 An Overview of Reliable Server Pooling Protocols
- (EN)  RFC 5352 Aggregate Server Access Protocol (ASAP)
- (EN)  RFC 5353 Endpoint Handlespace Redundancy Protocol (ENRP)
- (EN)  RFC 5354 Aggregate Server Access Protocol (ASAP) and Endpoint Handlespace Redundancy Protocol (ENRP) Parameters
- (EN)  RFC 5355 Threats Introduced by Reliable Server Pooling (RSerPool) and Requirements for Security in Response to Threats
- (EN)  RFC 5356 Reliable Server Pooling Policies
- (EN)  RFC 5525 Reliable Server Pooling MIB Module Definition

### Documenti del Working Group RSerPool
- (EN) Architecture for Reliable Server Pooling (TXT), su watersprings.org.
- (EN) Comparison of Protocols for Reliable Server Pooling (TXT), su watersprings.org.
- (EN) TCP Mapping for Reliable Server Pooling Enhanced Mode (TXT), su watersprings.org.
- (EN) Services Provided By Reliable Server Pooling (TXT), su watersprings.org.
- (EN) Reliable Server Pooling Sockets API Extensions (TXT), su watersprings.org.

### Altri documenti
- (EN) Handle Resolution Option for ASAP (TXT), su tools.ietf.org.
- (EN) Least-Used Policy for Reliable Server Pooling (TXT), su tools.ietf.org.
- (EN) Reliable Server Pooling Applicability for IP Flow Information Exchange (TXT), su tools.ietf.org.
- (EN) Applicability of Reliable Server Pooling for Real-Time Distributed Computing (TXT), su tools.ietf.org.
- (EN) Reliable Server Pooling (RSerPool) Bakeoff Scoring (TXT), su tools.ietf.org.
- (EN) Applicability of Reliable Server Pooling for SCTP-Based Endpoint Mobility (TXT), su tools.ietf.org.
- (EN) Takeover Suggestion Flag for the ENRP Handle Update Message (TXT), su tools.ietf.org.
- (EN) The Applicability of Reliable Server Pooling (RSerPool) for Virtual Network Function Resource Pooling (VNFPOOL) (TXT), su tools.ietf.org.
- (EN) Ideas for a Next Generation of the Reliable Server Pooling Framework (TXT), su tools.ietf.org.